# Kredencja

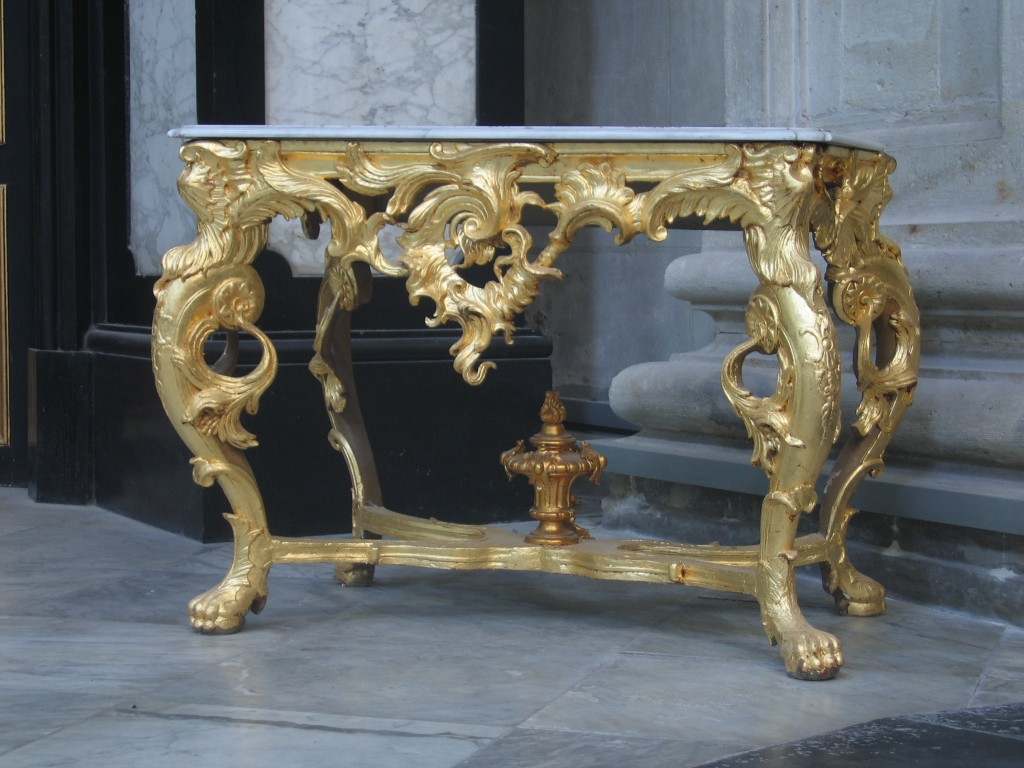
Kredens rokokowy

Kredencja (łac. credentio – mały stół) lub kredens - stolik (czasem półka) ustawiony w prezbiterium, na którym ustawia się naczynia liturgiczne używane podczas liturgii, głównie kielich, patenę, ampułki, puryfikaterz.
Na kredencji diakon może przygotować wodę i wino do Eucharystii.
Przepisy liturgiczne zezwalają również na dokonywanie na kredencji obrzędu puryfikacji w czasie lub po liturgii. Kredencja powinna być przykryta białą serwetą.